# Nguyễn Văn Nhung (Ba Sa)
Nguyễn Văn Nhung (sinh năm 1917), tên thường gọi là Ba Sa, là một nhà cách mạng và chỉ huy quân sự Việt Nam.

## Cuộc đời
Nguyễn Văn Nhung sinh năm 1917 ở Rạch Bàng, Càng Long, là con thứ năm của ông Nguyễn Văn Hậu (Mười Hậu) và bà Võ Thị Đậu. Gia đình ông có sáu người anh chị em, ba người đầu là ba chị gái. Ông Mười Hậu và bà Đậu vốn là người Bến Tre, chạy dạt sang Trà Vinh mướn ruộng để cày.
Lớn lên, ông theo học ở trường Vũng Liêm, được dạy bởi các nhà giáo Trần Kim Giảo, Tỵ và Đặng Văn Bảy. Ông trượt trung học, về làm ruộng.
Tháng 5 năm 1937, ông bắt đầu tham gia phong trào cách mạng của Đảng Cộng sản Đông Dương, tham gia Hội tương tế, Hội ái hữu ở xã Trung Ngãi. Tháng 8 năm 1938, ông được kết nạp vào Đảng. Tháng 2 năm 1939, ông làm Bí thư chi bộ Trung Ngãi, được bầu vào Quận ủy Vũng Liêm.
18 giờ ngày 22 tháng 11 năm 1940, Quận ủy Vũng Liêm mở cuộc họp thống nhất kế hoạch khởi nghĩa, tham dự bao gồm Bí thư Quận ủy Nguyễn Thị Hồng, Quận ủy viên Nguyễn Văn Nhung, Phạm Văn Ba, Trần Ngọc Đảnh, Phan Văn Hòa, các cán bộ Hồ Chí Thiện (Năm Tép), Huỳnh Văn Đắc, Nguyễn Ngọc Yến, Trần Kim Giảo. Hội nghị đã đưa ra kế hoạch tác chiến cụ thể, chia quân làm ba mũi, lần lượt do Nguyễn Thị Hồng, Phan Văn Hòa và Nguyễn Văn Nhung chỉ huy.
Cánh quân của Nguyễn Văn Nhung với lực lượng khoảng 30 người ở làng Trung Ngãi, có nhiệm vụ chiếm và phá cầu Mây Tức, cầu Giồng Ké để ngăn viện quân từ Trà Vinh lên tiếp viện cho Vĩnh Long. Đêm 22 rạng sáng ngày 23, ông chỉ huy nghĩa quân đánh cướp một số súng rồi tấn công cầu Mây Tức nhưng không thành, phải rút lui. Nghĩa quân dùng dầu đốt cầu Giồng Ké, sau đó hội quân với lực lượng từ thị trấn Vũng Liêm do Đỗ Văn Viên và Phan Ngọc Yến chỉ huy đến mai phục ở cầu Mây Tức. Sáng ngày 23, nghĩa quân phục kích bắn bị thương Tỉnh trưởng (Jean Dufour) và Tỉnh phó (Paul) Trà Vinh. Khởi nghĩa thất bại, ông bị bắt hai lần những đều được thả sớm vì không có bằng chứng.
Năm 1945, Cách mạng Tháng Tám thắng lợi. Ngày 25 tháng 8, ông được phân công về làm Trung Ngãi làm Bí thư kiêm công tác chính quyền. Tháng 10, ông được rút về làm Huyện ủy viên Huyện ủy Vũng Liêm, Hội trưởng Nông dân cứu quốc huyện Vũng Liêm. Năm 1952, ông lần lượt được phân công làm Bí thư các xã An Phước, Hiệp Long, An Long để khôi phục cơ sở.
Năm 1954, ông lần lượt phân công làm Trưởng ban Tuyên huấn, Trương ban Binh vận Tỉnh ủy Trà Vinh, rồi Bí thư Thị ủy Vĩnh Long, Bí thư Huyện ủy Cầu Ngang. Năm 1960, ông là người chỉ huy Đồng khởi ở ba huyện Càng Long, Cầu Kè, Vũng Liêm. Sau đó, ông tiếp tục được phân công làm Trưởng ban Kinh tài, Ban Tuyên huấn Tỉnh ủy Trà Vinh. Trong thời gian này, ông đã cho thành lập Đoàn cải lương Ánh Hồng và Tập san văn nghệ Lửa Hồng để phục vụ công tác tuyên truyền.
Khoảng sau năm 1962, ông được phân công làm Phó Chủ nhiệm Đoàn 962 có nhiệm vụ tiếp nhận vũ khí viện trợ từ đường biển, tương đương Đại úy. Một thời gian sau, ông làm Phó Hội trưởng Hội Nông dân Khu Tây Nam Bộ, rồi về làm Phó Hội trưởng Hội Nông dân tỉnh Trà Vinh, Trưởng ban Tài chính tỉnh Trà Vinh.
Sau năm 1975, ông làm Phó Ban cải tạo công thương nghiệp, Phó Chủ nhiệm Liên hiệp xã cho đến khi về hưu.

## Tặng thưởng
- Huân chương Độc lập hạng Nhì
- Huân chương Quyết thắng hạng Nhất
- Huân chương Kháng chiến chống Pháp hạng Ba
- Huân chương Kháng chiến chống Mỹ hạng Nhất
- Huân chương Giải phóng hạng Nhì
- Huy hiệu 60 tuổi Đảng